# رزدیل (لوئیزیانا)
رزدیل (به انگلیسی: Rosedale) شهری در ایالت لوئیزیانا کشور ایالات متحده آمریکا است که جمعیت آن در سرشماری سال ۲۰۱۰ میلادی، ۷۹۳ نفر بوده‌است.